# Нестала (филм)
Нестала (енгл. Gone Baby Gone) је амерички криминалистички филм из 2007. године у режији Бена Афлека и у главној улози са Кејси Афлеком. Филм је снимљен по истоименом роману Дениса Лехејна, аутор романа Мистична река и Затворено острво. Филм прати причу о двојици детектива, Патрика Кенсија и Енџија Џенара, који трагају за отетом четворогодишњом девојчицом из Бостонског насеља Дорчестер.

## Радња
2007. године, четворогодишња Аманда Мекриди, ћерка незапослене самохране мајке Хелен (Ејми Рајан), нестаје у предграђу Бостона. Полиција три дана не успева да пронађе несталу девојчицу, а њена тетка тражи од двојице младих приватних детектива, Патрика Кензија (Кејси Афлек) и Анђелу Ђенаро (Мишел Монахан), који добро познају област и њене становнике, да се придруже истрази. После извесног оклевања, преузимају случај у сарадњи са двојицом полицајаца, Ремијем Бресаном и Ником Пулом. Истрагу води старији и угледни капетан Џек Дојл (Морган Фриман), чија је 12-годишња ћерка својевремено убијена.
Једини траг који полиција има је одбегли педофил манијак, Корвин, који се можда налази негде у њиховој области. Патрик преко својих канала успева да сазна да је Хелен била пријатељица са локалним дилером дроге Рејем и да је била са њим када је девојка киднапована из њене собе. Притиснувши Хелен, полиција је од ње избацила признање да је била курир за дрогу, радила за локалну хаићанску мафију Цхеесе, а једном је заједно са Рејом сакрила 130 хиљада долара прихода од Чиза. Полицајци, Патрик и Хелен, одлазе у Рејеву кућу, где откривају његово мртво тело. Међутим, новац је ту, јер је само Хелен знала где је. Патрик је сигуран да је Чиз заробио девојку тако да ће Хелен и Реј вратити новац. Састаје се са Чизом и нуди јој да замени девојку за новац, али Чиз каже да не зна ништа о девојци. Међутим, ујутру Реми обавештава Патрика да је Чиз звао и понудио да изврши размену ноћу ван града, на обали језера међу стенама. Током ноћи дошло је до пуцњаве у којој је Цхеесе убијен и чуло се како тело пада у језеро. Тамо се, међутим, налази само Амандина лутка и њена одећа. Због неуспеха операције, капетан Дојл подноси оставку, Аманда се проглашава мртвом и одржава се погребна церемонија.
После неког времена нестаје седмогодишњи дечак. Убрзо, Патриков познаник, Баб Роговски, обавештава га да је открио старији пар наркомана које је Патрик тражио од њега да пронађе као могуће саучеснике педофила Корвина. Патрик и Баб одлазе код њих под плаштом да продају дрогу и виде да педофил живи са њима. Током ноћи, Реми и Ник проваљују у кућу како би ухватили Корвина, при чему је Ник тешко повређен. Патрик јури у кућу и види леш дечака у Корвиновој соби. Не могавши да обузда бес, он убија педофила. Ник умире у болници. Реми прича Патрику како је једном подметнуо дрогу дилеру дроге да би га стрпао у затвор и спасио свог малог сина од таквог оца. Такође пропушта да је раније познавао Раиа дилера дроге. После Никове сахране, Патрик разговара са полицајцем Девином и од њега сазнаје да је Реми сазнао за новац украден од Чиза пре самог Чиза. Патрик схвата да је Лајонел Мекриди, Хеленин брат који живи у истој кући, могао да чује како Хелен и Реј разговарају о новцу кроз зид, а затим, уз Ремијеву помоћ, киднапује Аманду да уцени Хелен да преузме новац.
Патрик упознаје Лајонела у бару и оптужује га за отмицу Аманде заједно са Ремијем. Лајонел то не пориче, рекавши да Хелен никада није марила за своју ћерку и да је Амандина смрт била несрећан случај. Изненада, под изговором да опљачкају бар, појављује се маскирани човек и прети Лајонелу пиштољем. Бармен повређује странца, који бежи, а Патрик јури за њим. Испоставља се да је Реми, који умире на крову, рекавши као одговор на Патрикове оптужбе да је Аманда умрла због њега, да воли децу. Патрик још једном ментално пролази кроз све што се догодило и схвата да је све могло бити другачије: сазнавши да је Хелен украла новац дилера дроге и да је она, а самим тим и Аманда, у опасности, Лајонел би могао да се обрати Ремију и капетану Дојлу. за помоћ у инсценирању смртних девојака како би је спасили од кошмарног живота са мајком наркоманком. Патрик одлази код капетана Дојла ван града и види да Аманда живи са њим и срећна је тамо. Дојл наговара Патрика да никоме не прича о овоме, Патрикова девојка Анђела је такође за то да девојку остави капитену.
Међутим, Патрик не може да заборави своје обећање Хелен да ће пронаћи Аманду. Он позива полицију и девојчица је предата њеној мајци, док су Дојл и Лајонел ухапшени због отмице. Анђела напушта Патрика. У епилогу, Патрик долази да посети Аманду и остаје да чува децу када Хелен одлази на састанак. Пита девојчицу за њену лутку Мирабел (Хелен је ово име назвала), али Аманда одговара да се њена лутка зове Анабел, што показује да девојчицина мајка није ни знала име ћеркине омиљене играчке.

## Улоге
| Глумац        | Улога           |
| ------------- | --------------- |
| Кејси Афлек   | Патрик Кензи    |
| Мишел Монахан | Енџи Џенаро     |
| Морган Фримен | Џек Дојл        |
| Ед Харис      | Реми Бресант    |
| Ејми Рајан    | Хелен Макриди   |
| Џон Аштон     | Ник Пул         |
| Марк Марголис | Леон Трет       |
| Титус Веливер | Лајонел Мекриди |
| Слејн         | Баба Роговски   |